# Muriaux
Muriaux ist eine politische Gemeinde im Distrikt Franches-Montagnes des Kantons Jura in der Schweiz. Der frühere deutsche Name Spiegelberg wird heute nicht mehr verwendet.

## Geographie
Muriaux liegt auf 947 m ü. M., 2 km südwestlich des Bezirkshauptorts Saignelégier (Luftlinie). Das Dorf erstreckt sich in einer Mulde auf der Jurahochfläche der Freiberge (französisch Franches-Montagnes), östlich des tief eingeschnittenen Tals des Doubs.
Das 14,3 km² große Gemeindegebiet umfasst einen Abschnitt der leicht gewellten Hochfläche des Plateaujuras, auf der sich moorige, meist oberirdisch abflusslose Senken mit Kuppen aus Kalkstein abwechseln. Nördlich von Muriaux liegt die Höhe Derrie le Crât (995 m ü. M.), südlich des Dorfes die Erhebung des Crauloup (1108 m ü. M.). Diese Höhen fallen nach Westen steil zum Doubstal ab, dessen oberer Talhang noch zum Gemeindegebiet von Muriaux gehört. Die Grenze verläuft entlang des Felsgrates Arête des Sommêtres, auf dem die Ruine Spiegelberg steht. Den weitaus grössten Teil des Gemeindegebiets nehmen aber ausgedehnte Juraweiden mit einzeln oder in Gruppen stehenden grossen Fichten sowie dazwischenliegende Waldgebiete ein. Im Süden reicht Muriaux bis auf die Höhe (1115 m ü. M.) nördlich von Les Breuleux.
Eine südlich des Hauptgebietes gelegene Exklave umfasst das Gebiet bei Cerneux-Veusil in der breiten Senke zwischen den Juraketten des Point de Vue im Norden und der Montagne du Droit im Süden. Sie wird seit dem 1. Januar 2009 durch das ehemalige Gemeindegebiet von Le Peuchapatte vergrössert.
Am Nordhang des Mont Soleil, der zur Montagne du Droit gehört, befand sich bis zur Fusion mit Le Peuchapatte mit 1120 m ü. M. der höchste Punkt von Muriaux. Von der Gemeindefläche entfielen 1997 4 % auf Siedlungen, 38 % auf Wald und Gehölze und 58 % auf Landwirtschaft.
Zu Muriaux gehören die Weiler Les Emibois (955 m ü. M.), Les Ecarres (970 m ü. M.), Les Chenevières (980 m ü. M.), Le Roselet (1052 m ü. M.) und Cerneux-Veusil (1035 m ü. M.), alle auf der Hochfläche der Freiberge gelegen, sowie weit über die Juraweiden verstreut zahlreiche Einzelhöfe.
Nachbargemeinden von Muriaux sind Le Noirmont, Saignelégier, Les Breuleux im Kanton Jura sowie Villeret und Saint-Imier im Kanton Bern.

## Bevölkerung
| Bevölkerungsentwicklung | Bevölkerungsentwicklung |
| Jahr                    | Einwohner               |
| ----------------------- | ----------------------- |
| 1850                    | 801                     |
| 1860                    | 992                     |
| 1900                    | 908                     |
| 1910                    | 810                     |
| 1930                    | 621                     |
| 1950                    | 530                     |
| 1960                    | 461                     |
| 1970                    | 392                     |
| 1980                    | 400                     |
| 1990                    | 411                     |
| 2000                    | 430                     |
| 2022                    | 511                     |

Mit 508 Einwohnern (Stand 31. Dezember 2023) gehört Muriaux zu den kleineren Gemeinden des Kantons Jura. Von den Bewohnern sind 91,2 % französischsprachig, 7,4 % deutschsprachig und 0,5 % italienischsprachig (Stand 2000). Die Bevölkerungszahl von Muriaux erreichte ihren Höchststand bereits 1860. Danach wurde bis 1970 infolge starker Abwanderung ein Rückgang um rund 60 % verzeichnet. Seither wird wieder ein leicht steigender Trend beobachtet.

## Wirtschaft
Muriaux ist ein noch stark landwirtschaftlich geprägtes Dorf mit Milchwirtschaft und Viehzucht. Ausserhalb des primären Sektors gibt es nur relativ wenige Arbeitsplätze. Viele Erwerbstätige sind deshalb Wegpendler und arbeiten in den Nachbarorten Saignelégier oder Le Noirmont. Im Weiler Le Roselet befindet sich die Stiftung für das Pferd.

## Verkehr
Die Gemeinde ist verkehrsmässig recht gut erschlossen. Sie liegt rund 600 m westlich der Hauptstrasse von Delémont nach La Chaux-de-Fonds. Am 7. Dezember 1892 wurde die Eisenbahnlinie der Saignelégier–La Chaux-de-Fonds-Bahn, einer Vorgängerin der Chemins de fer du Jura, mit je einem Bahnhof bei Muriaux und bei Les Emibois eröffnet.

## Geschichte
Die erste Erwähnung des ortsansässigen Adelsgeschlechts Mireval datiert auf das Jahr 1315. Weitere Namensformen von Muriaux sind Mervaux, Murival und Murval. Ursprung des Siedlungsgebiets von Muriaux ist das Schloss Spiegelberg, das vermutlich im 13. Jahrhundert erbaut wurde. Dieses Schloss war vom 14. bis zum 17. Jahrhundert Wohnsitz des Landvogts der Herrschaft Freiberge, die dem Fürstbistum Basel unterstand. Das Dorf Muriaux entwickelte sich um 1300 in der Nähe des Schlosses. Von 1793 bis 1815 gehörte Muriaux zu Frankreich und war anfangs Teil des Département du Mont-Terrible, ab 1800 mit dem Département Haut-Rhin verbunden. Durch den Entscheid des Wiener Kongresses kam der Ort 1815 an den Kanton Bern und am 1. Januar 1979 an den neu gegründeten Kanton Jura. Da Muriaux keine eigene Kirche besitzt, ist es der Pfarrei Saignelégier angeschlossen.

## Bilder

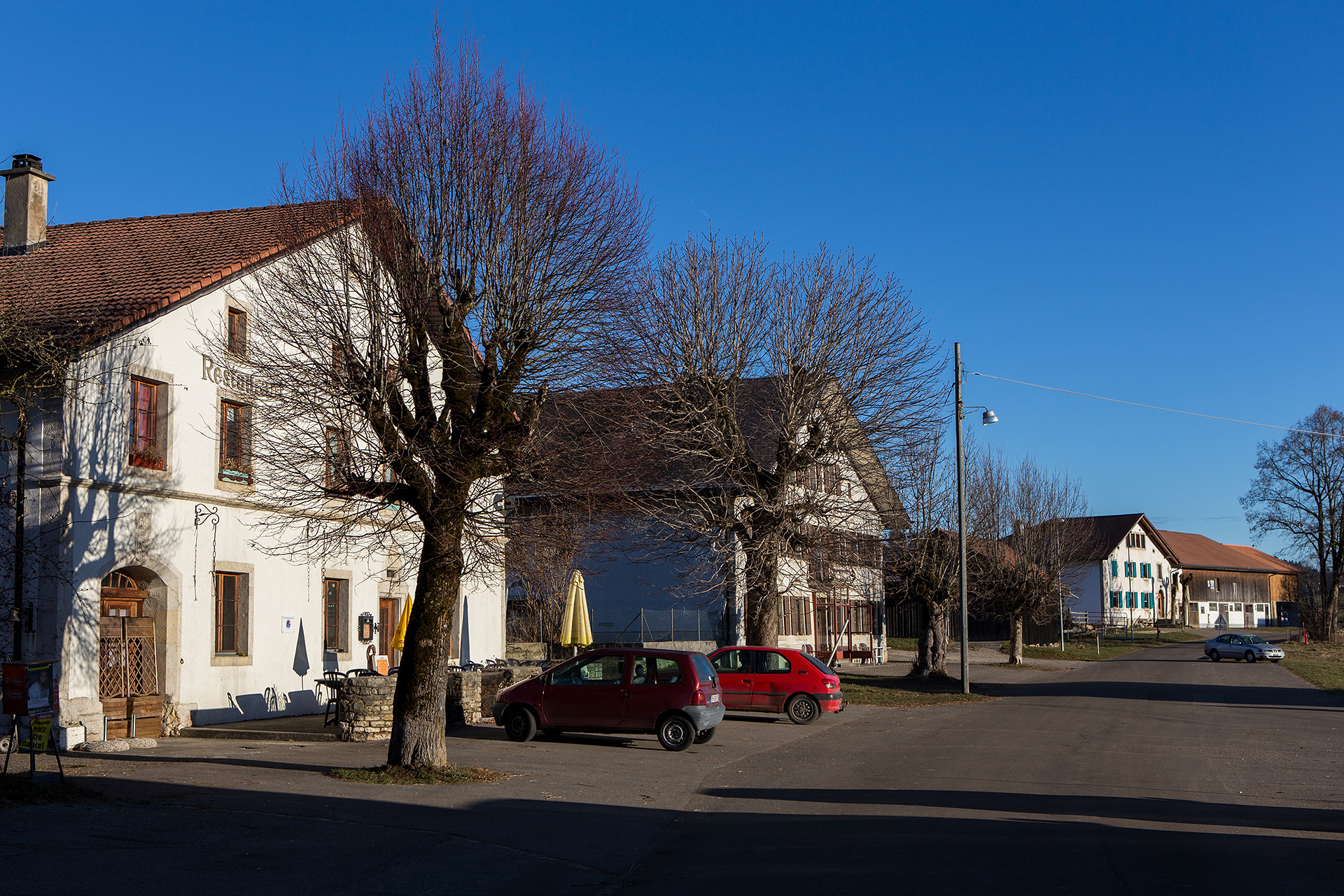
Muriaux
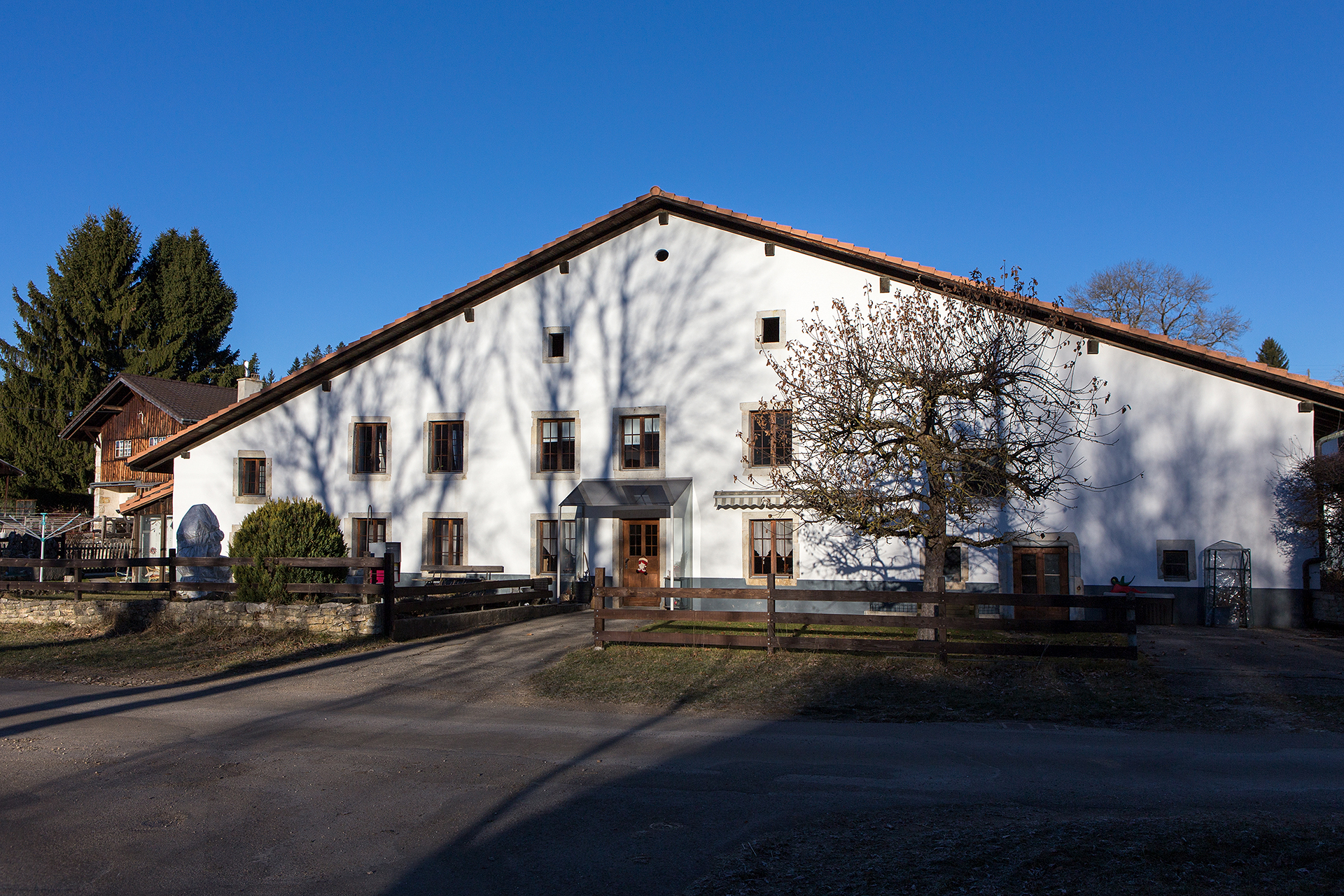
ehem. Freiberger Bauernhaus in Muriaux
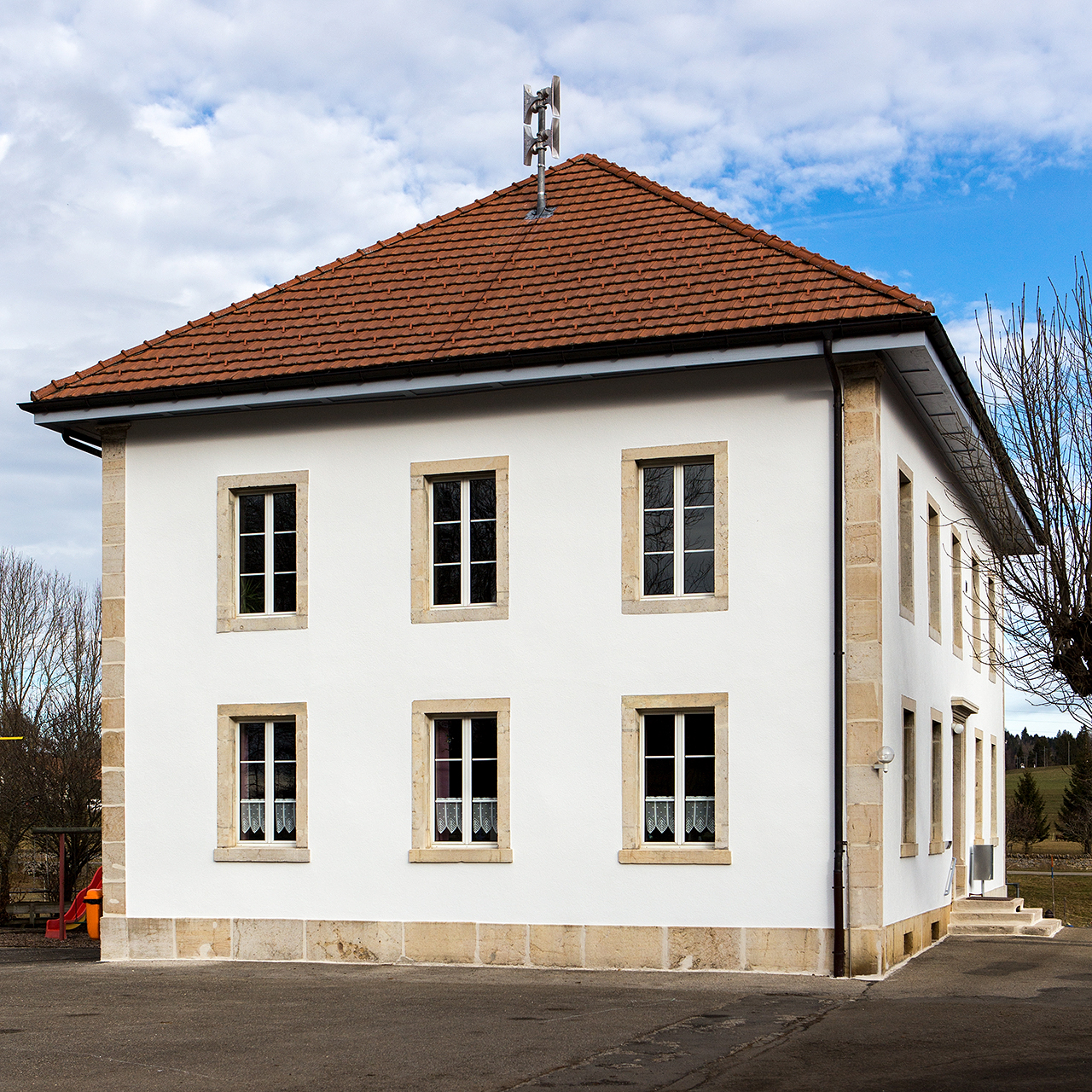
ehem. Schulhaus in Muriaux
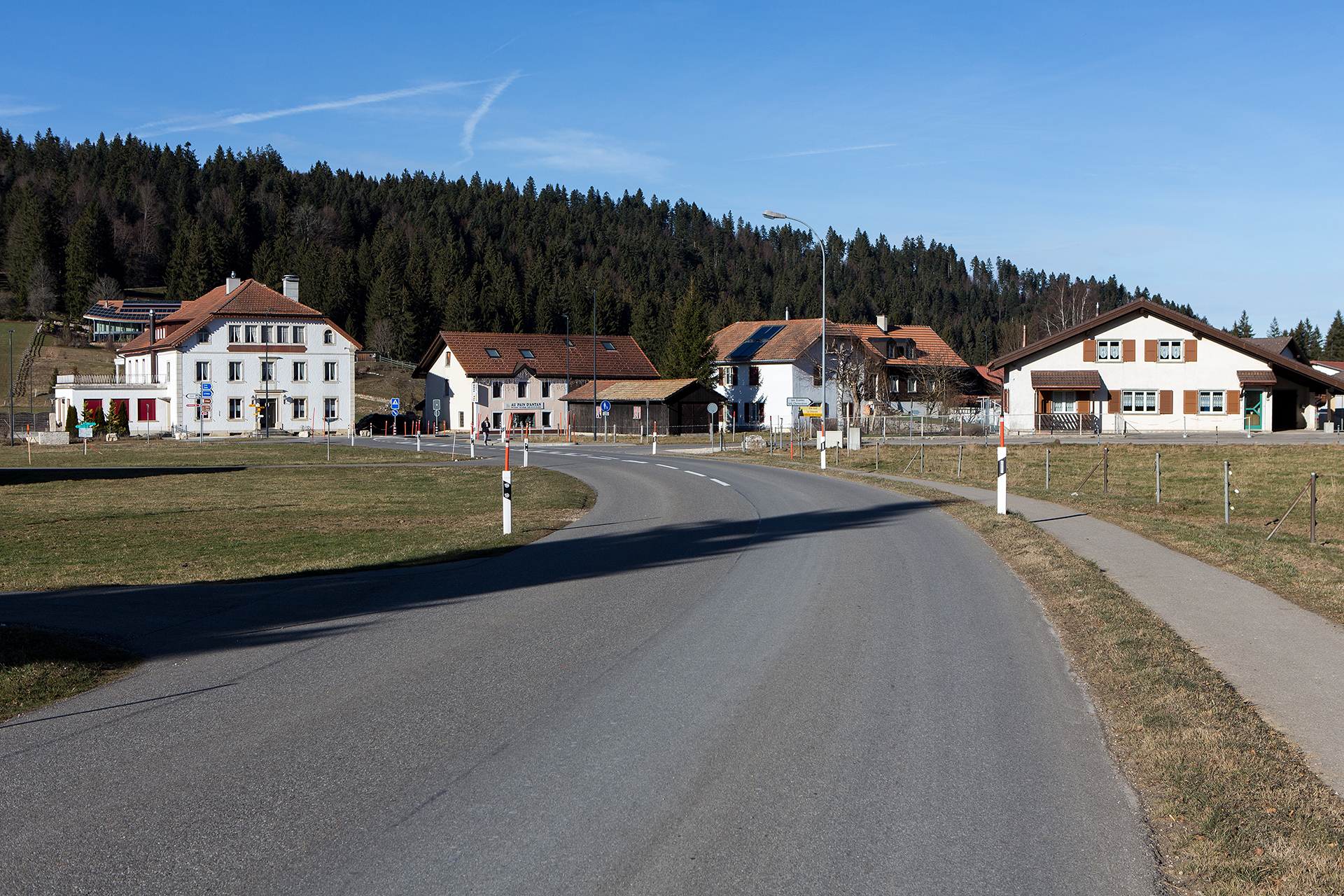
Weiler Les Emibois
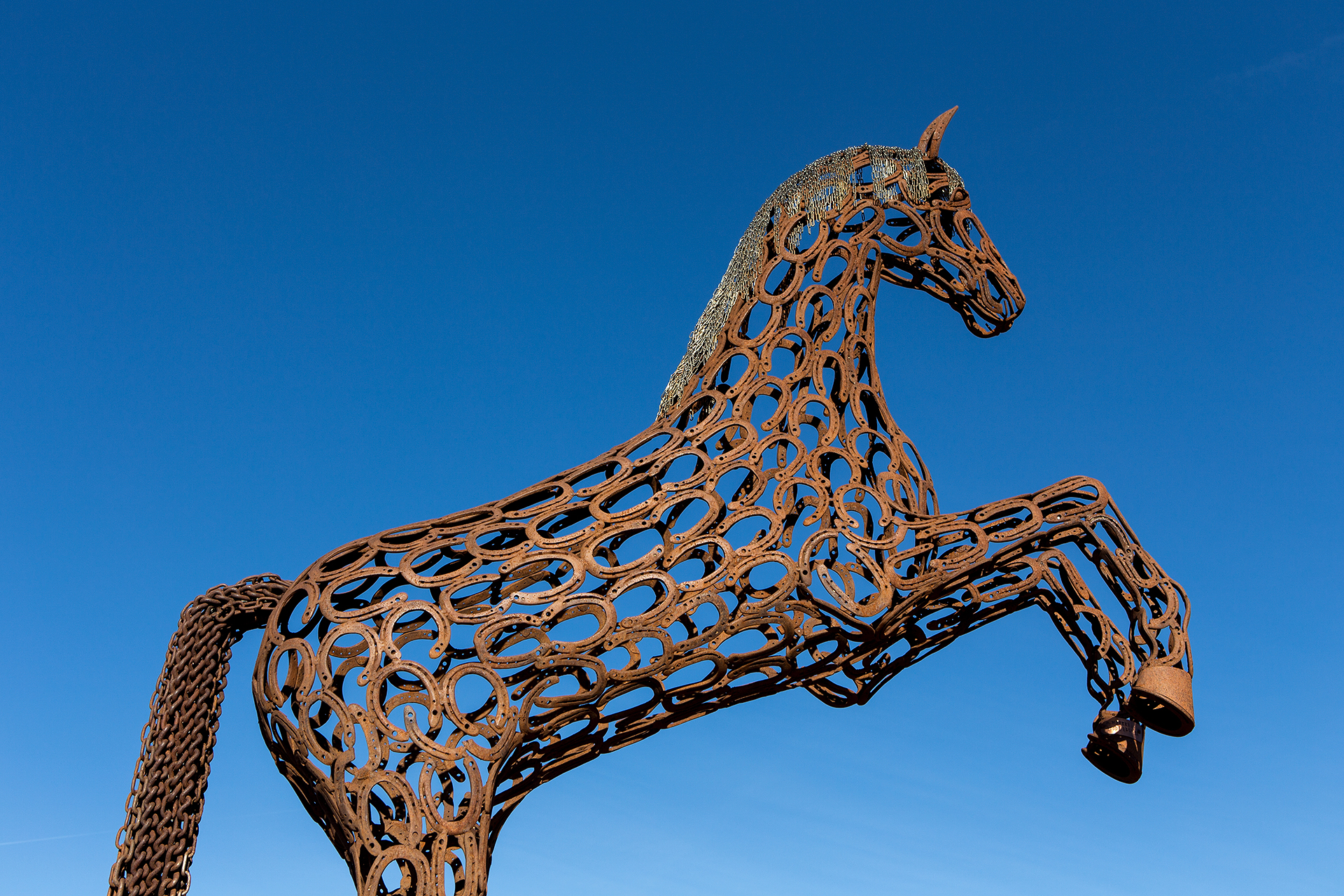
Kreiselskulptur in Les Emibois
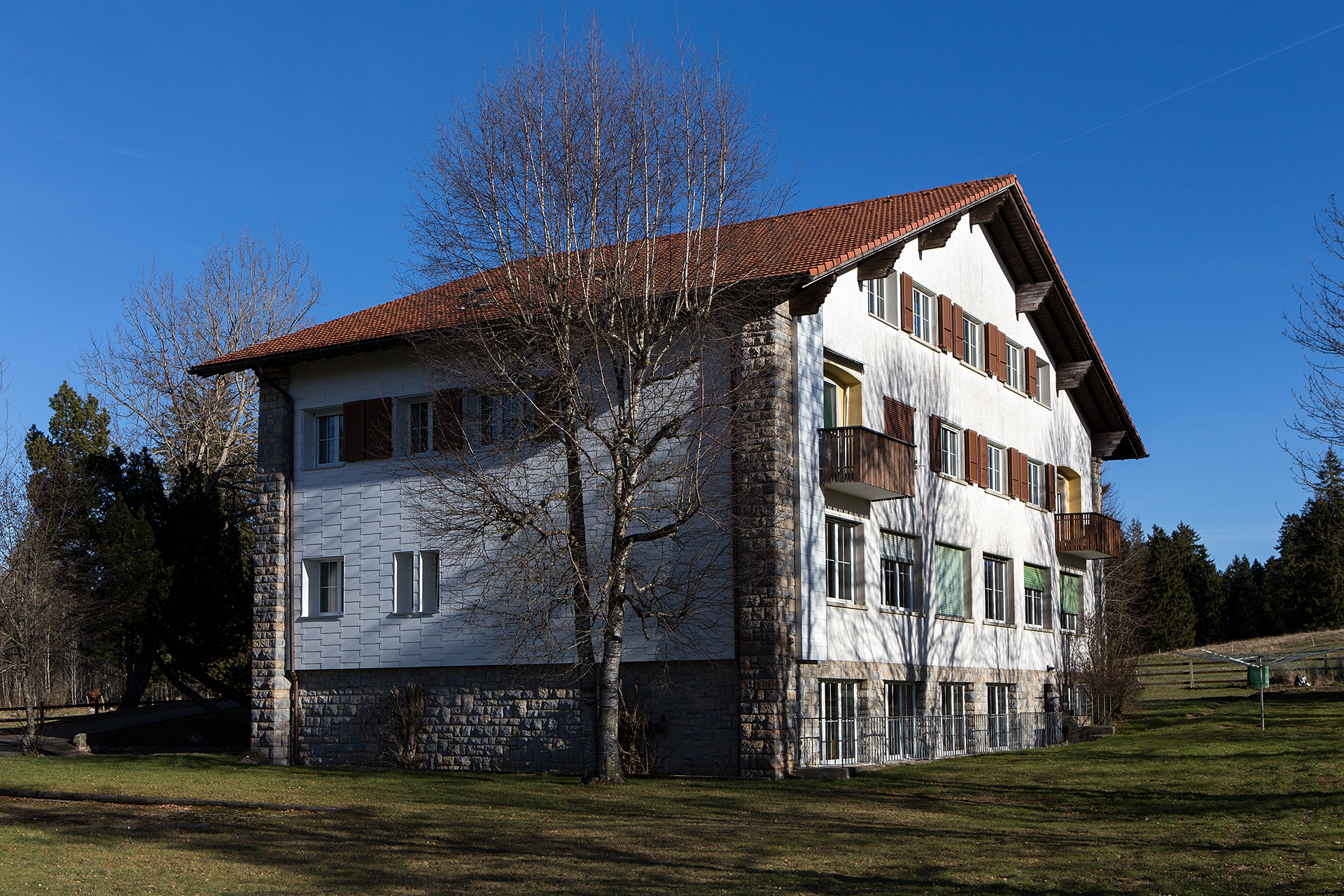
Primarschulhaus in Les Emibois
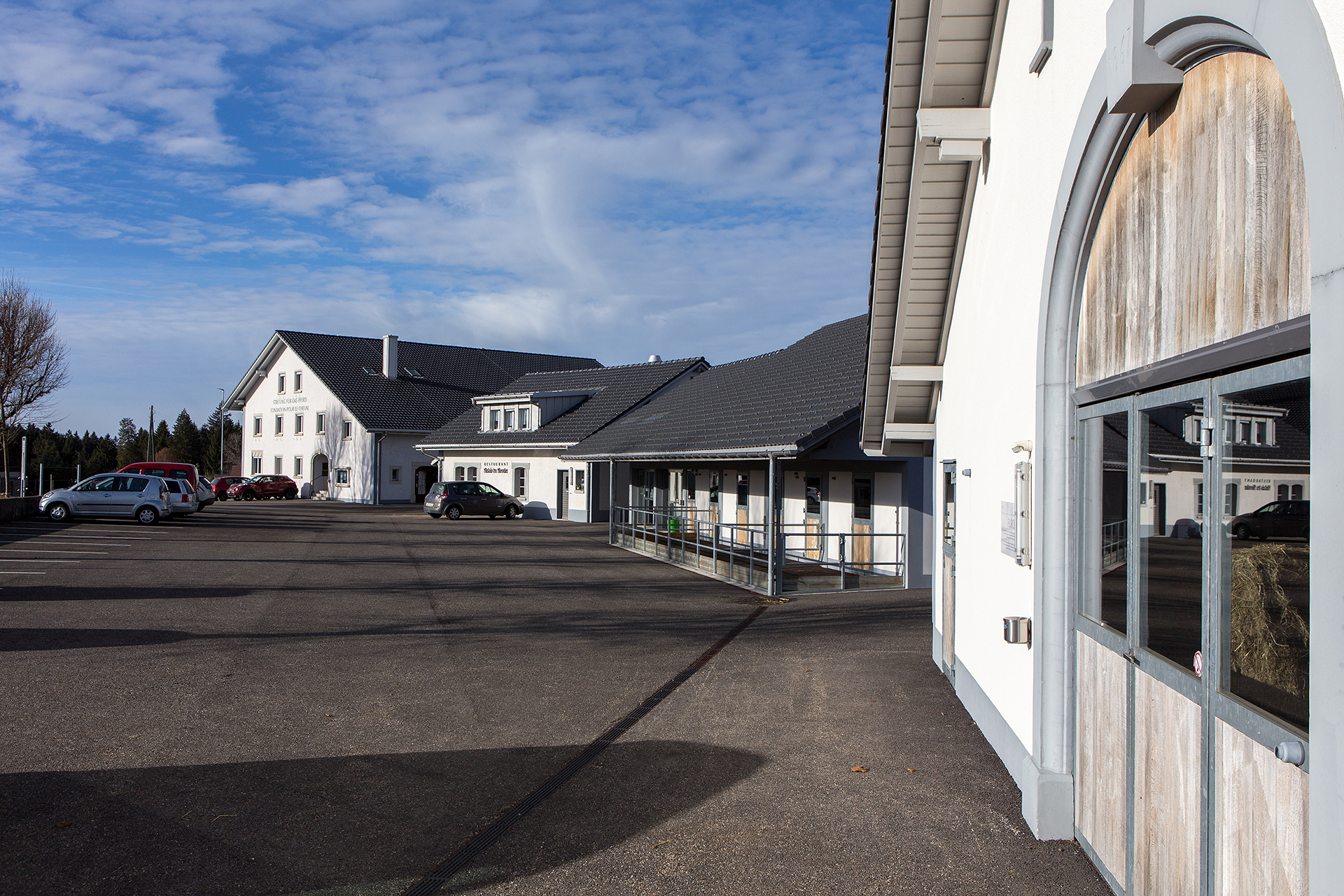
Stiftung für das Pferd, Le Roselet
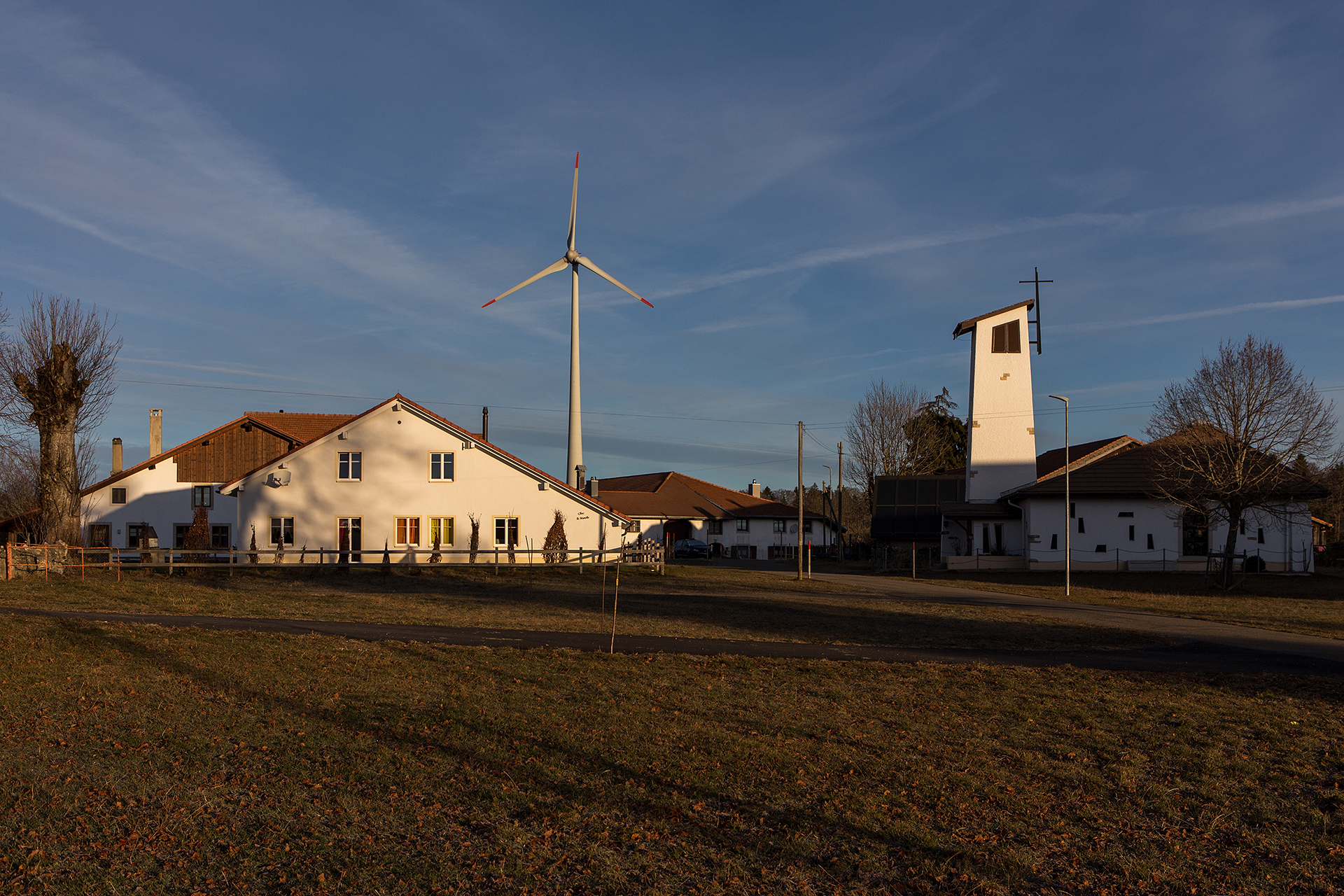
Weiler Le Peuchapatte mit Kapelle

## Sehenswürdigkeiten

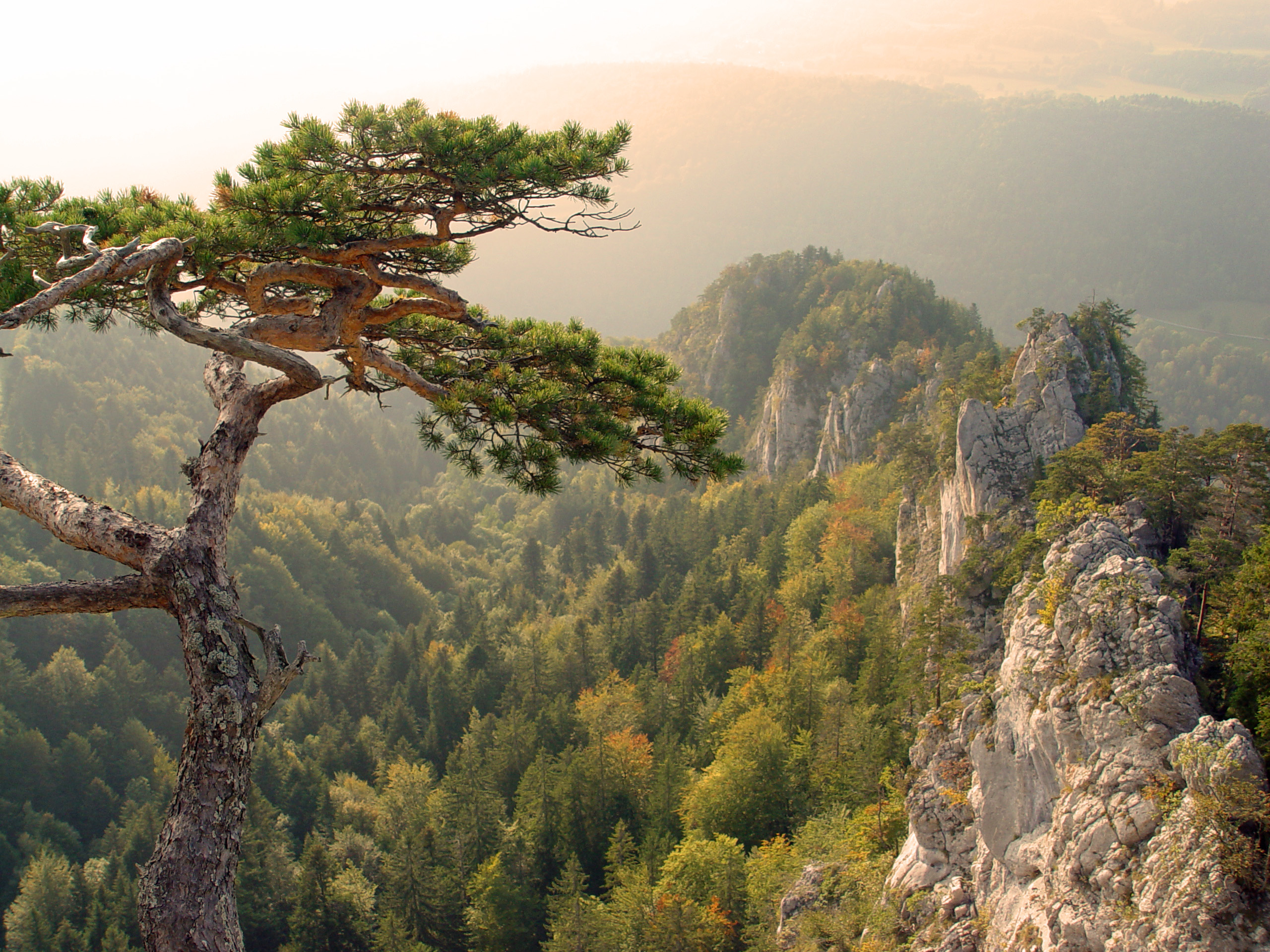
Felsgrat in der Mitte

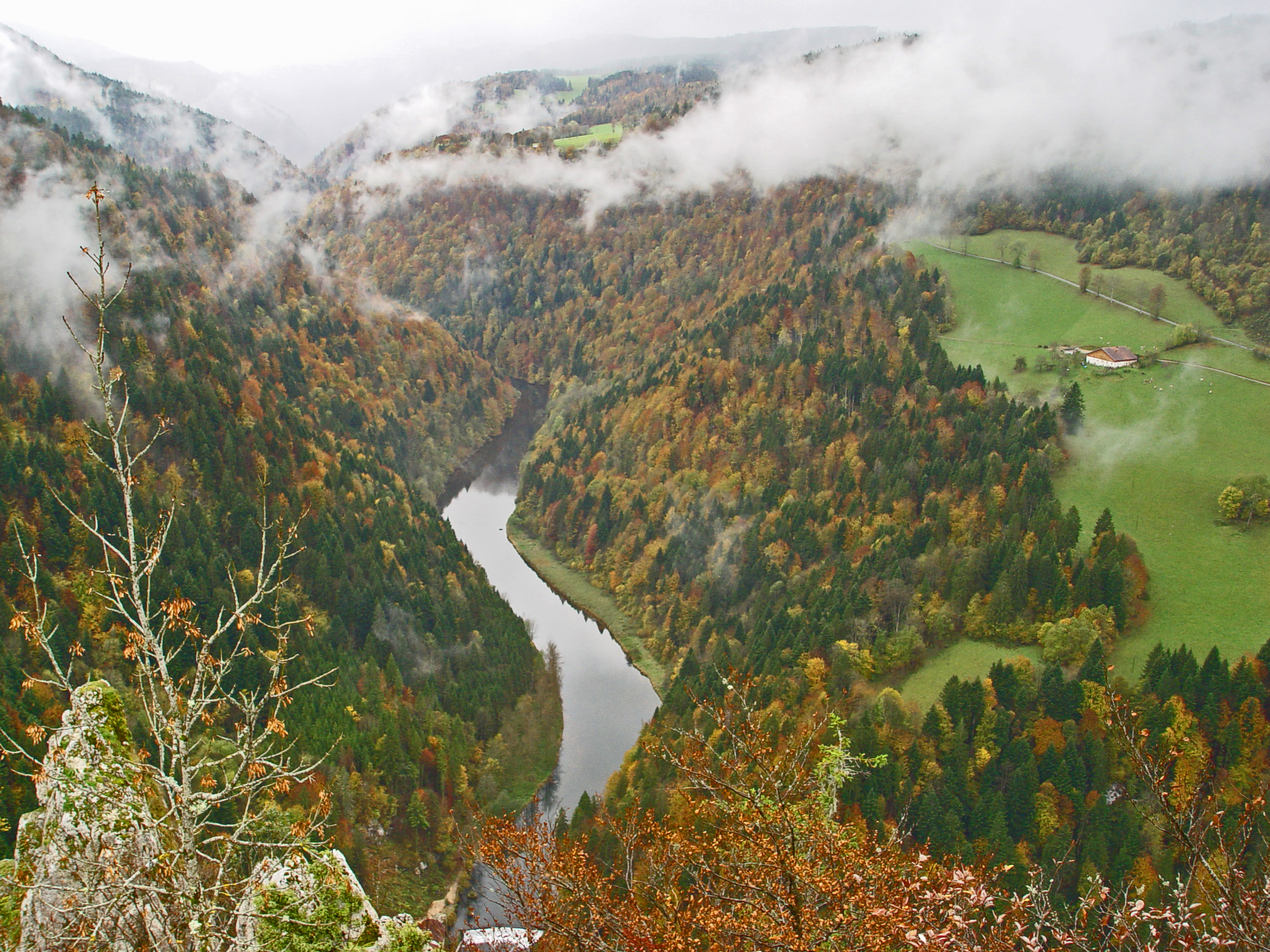
Der Doubs vom Felsen unterhalb der Ruine Spiegelberg

Auf dem markanten Felsgrat Les Sommêtres befindet sich die Ruine Spiegelberg, wo heute eine kleine Touristenherberge steht, von der sich ein Panorama in das canyonartig in den Plateaujura eingeschnittene Tal des Doubs bietet. In den verschiedenen Weilern sind typische Bauernhäuser des 18. und 19. Jahrhunderts mit weissgetünchten Fassaden und grossen Dächern erhalten. Muriaux war bis 2008 Standort eines Automobilmuseums.